# رينيه روجيو
رينيه روجيو (بالإنجليزية: René Rougeau)‏ مواليد 25 مارس 1986 في ساكرامنتو، هو لاعب كرة سلة أمريكي. بدأ مسيرته الاحترافية في سنة 2009. يحمل الرقم 15. يبلغ طوله 6 قدم 6 بوصة (2.0 م). لعب مع ساوثلاند شاركز في الدوري النيوزيلندي لكرة السلة.

## روابط خارجية
- رينيه روجيو على موقع كرة السلة الأوروبية.كوم (الإنجليزية)
- رينيه روجيو على موقع كلية كرة السلة في سبورتس رفرنس.كوم (الإنجليزية)
- رينيه روجيو على موقع ريلجم (الإنجليزية)
- رينيه روجيو على موقع بروبوليرز (الإنجليزية)